# 3337 Miloš
3337 Miloš è un asteroide della fascia principale. Scoperto nel 1971, presenta un'orbita caratterizzata da un semiasse maggiore pari a 2,8461592 UA e da un'eccentricità di 0,0763059, inclinata di 1,99055° rispetto all'eclittica.
Dal 4 maggio 1999, quando 3109 Machin ricevette la denominazione ufficiale, al 28 luglio del medesimo anno è stato l'asteroide non denominato con il più basso numero ordinale. Dopo la sua denominazione, il primato è passato a (3360) 1981 VA.
L'asteroide è dedicato all'astronomo ceco Miloš Tichý.